# Diplacina smaragdina
Diplacina smaragdina är en trollsländeart som beskrevs av Selys 1878. Diplacina smaragdina ingår i släktet Diplacina och familjen segeltrollsländor. Inga underarter finns listade i Catalogue of Life.